# 印度怪鬼譚
『印度怪鬼譚』（いんどかいきたん）は、夢枕獏が著した小説作品のシリーズ。また、それを原作としたコミカライズ作品。

## 概要
古代インドを舞台に、王子アーモンと従者ヴァシタの活躍を描く。

## 登場人物
アーモン
主人公。古代インドの王子で、武勇神インドラの化身とも評される豪傑。実は国王の父と奴隷の母との間に生まれた子。
ヴァシタ
本作の語り手。アーモンの従者である祈祷師の老人。ヴェーダの呪法を使う。
アザド
体の半分が醜く焼け爛れている男。短編の一つ「傀儡子」では彼の視点から三人称形式で物語が語られている。
石川賢の漫画版では半人半獣の日本人・阿座土（アザド）として登場している。

## 書誌情報

### 小説
- 妖樹・あやかしのき（長編） トクマ・ノベルズ（1987年）→徳間文庫（1991年）→光文社文庫（2000年）
- 月の王（短編集。収録作：人の首の鬼になりたる、夜叉の女の闇に哭きたる、傀儡師、夜より這い出でて血を啜りたる、月の王） トクマ・ノベルズ（1989年）→徳間文庫（1993年）→光文社文庫（2002年）
- 月神祭（上記全2巻を一冊に合本。イラスト：寺田克也） トクマ・ノベルズ（2010年）→徳間文庫（2016年）

### 漫画版
アーモンサーガ 月の御子
石川賢著。アーモンとヴァシタが平安時代の日本に召喚され、かぐや姫率いる魔物の軍勢と戦うオリジナルストーリーを展開している。
単行本全1巻（リイド社、絶版。ISBN 978-4-84581-475-6）。現在はeBookJapanより電子書籍として販売されている。

## 関連
- アモン・サーガ - 同じく夢枕獏を原作とする漫画及びアニメ映画。本作とストーリー上の関連はない。